# Berberis pseudoumbellata
Berberis pseudoumbellata är en berberisväxtart. Berberis pseudoumbellata ingår i släktet berberisar, och familjen berberisväxter.

## Underarter
Arten delas in i följande underarter:
- B. p. gilgitica
- B. p. pseudoumbellata